# Saint-Paul-sur-Save
Saint-Paul-sur-Save è un comune francese di 1 298 abitanti situato nel dipartimento dell'Alta Garonna nella regione dell'Occitania.
Come si evince dal nome, il territorio comunale è bagnato dalle acque del fiume Save.

## Società

### Evoluzione demografica
Abitanti censiti